# Сарсоса
Сарсоса (ісп. Zarzosa) — муніципалітет в Іспанії, у складі автономної спільноти Ла-Ріоха. Населення — 14 осіб (2009).
Муніципалітет розташований на відстані близько 230 км на північний схід від Мадрида, 34 км на південь від Логроньйо.

## Демографія
Динаміка населення (INE ):

## Галерея зображень

Розташування муніципалітету